# Brauweiler (Pulheim)
Brauweiler ist ein Stadtteil von Pulheim im Rhein-Erft-Kreis.

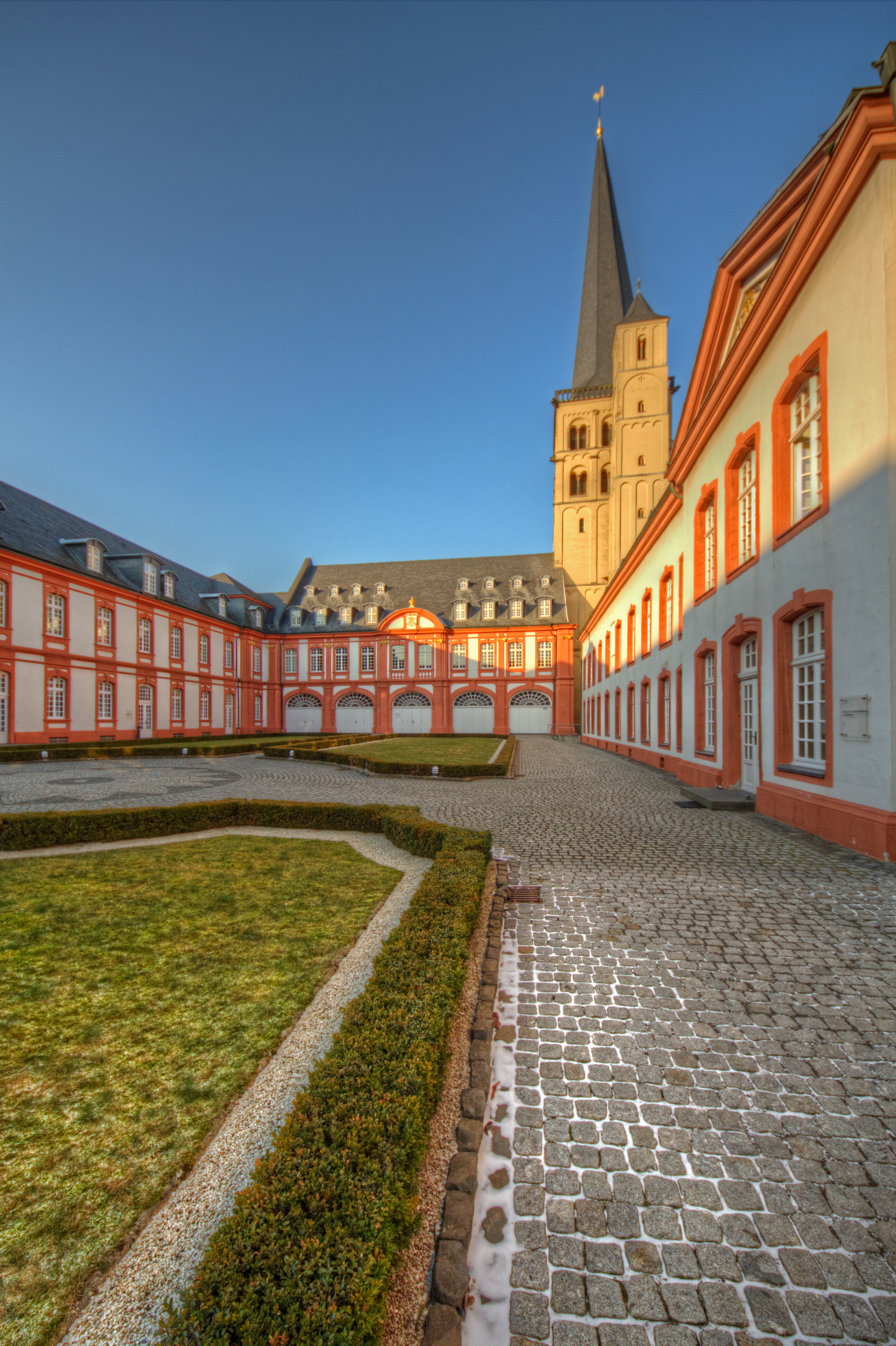
Abtei Brauweiler, im Hintergrund der Turm der früheren Abteikirche St. Nikolaus

## Lage
Brauweiler grenzt im Osten an Köln, im Südosten an die Ortschaft Freimersdorf, im Westen direkt an die Ortschaft Dansweiler und im Norden an Sinthern. Der Ort liegt am westlichen Rand der Ville in der dichtbesiedelten und hochindustrialisierten Kölner Bucht. Gleichwohl ist Brauweiler bis heute größtenteils von Landwirtschaft umgeben.

## Geschichte
Das Gebiet um den heutigen Ort Brauweiler war nachweislich in der zweiten Hälfte des 10. Jahrhunderts im Besitz des lothringischen Pfalzgrafen Hermann I. (Pusillus). Er ließ hier ein verfallenes älteres Hofgut zusammen mit einer dem heiligen Medardus geweihten Kapelle wieder aufbauen. Um 991 heiratete sein Sohn und späterer Nachfolger Ezzo die dritte Tochter Kaiser Ottos II., Mathilde, und überreichte ihr das Anwesen als Morgengabe. Beide stifteten im Jahre 1024 die Benediktinerabtei Brauweiler. Die Geschichte des Geschlechts der Ezzonen nimmt in ihrem Titel Bezug auf die Gründung der Abtei: fundatio monasterii Brunwilarensis.
Für den Namen Brauweiler fanden sich im Mittelalter verschiedene Formen: Brunivilare (1052), Brunwillre (1050–12. Jahrhundert), Bruwillarium (1052), Brunwillere (um 1095). Das Wort -weiler lässt sich von dem lateinischen Wort villare ableiten.
Seit dem Mittelalter gehörte Brauweiler zum kurkölnischen Amt Königsdorf. 1670 bestand der Ort aus 27 kleineren Bauernhöfen und einem großen Hof, der im Besitz der Abtei Brauweiler war. Im 18. Jahrhundert hatte Brauweiler 246 Einwohner. 1794 wurde der Ort von französischen Truppen besetzt. Es entstand die Mairie Freimersdorf im Kanton Weiden, zu der auch Brauweiler gehörte. Seit 1816 gehörte Brauweiler zur preußischen Bürgermeisterei Freimersdorf im Landkreis Köln. Seit 1855 befand sich das Amtslokal in Brauweiler.
Von 1920 bis 1945 dienten Gebäude der Abtei Brauweiler als Arbeitslager und Gefängnis, in dem unter anderem Konrad Adenauer und seine Frau 1944 von der Gestapo inhaftiert wurden. Von März 1945 bis Herbst 1949 war die Abtei ein Lager für Displaced Persons.

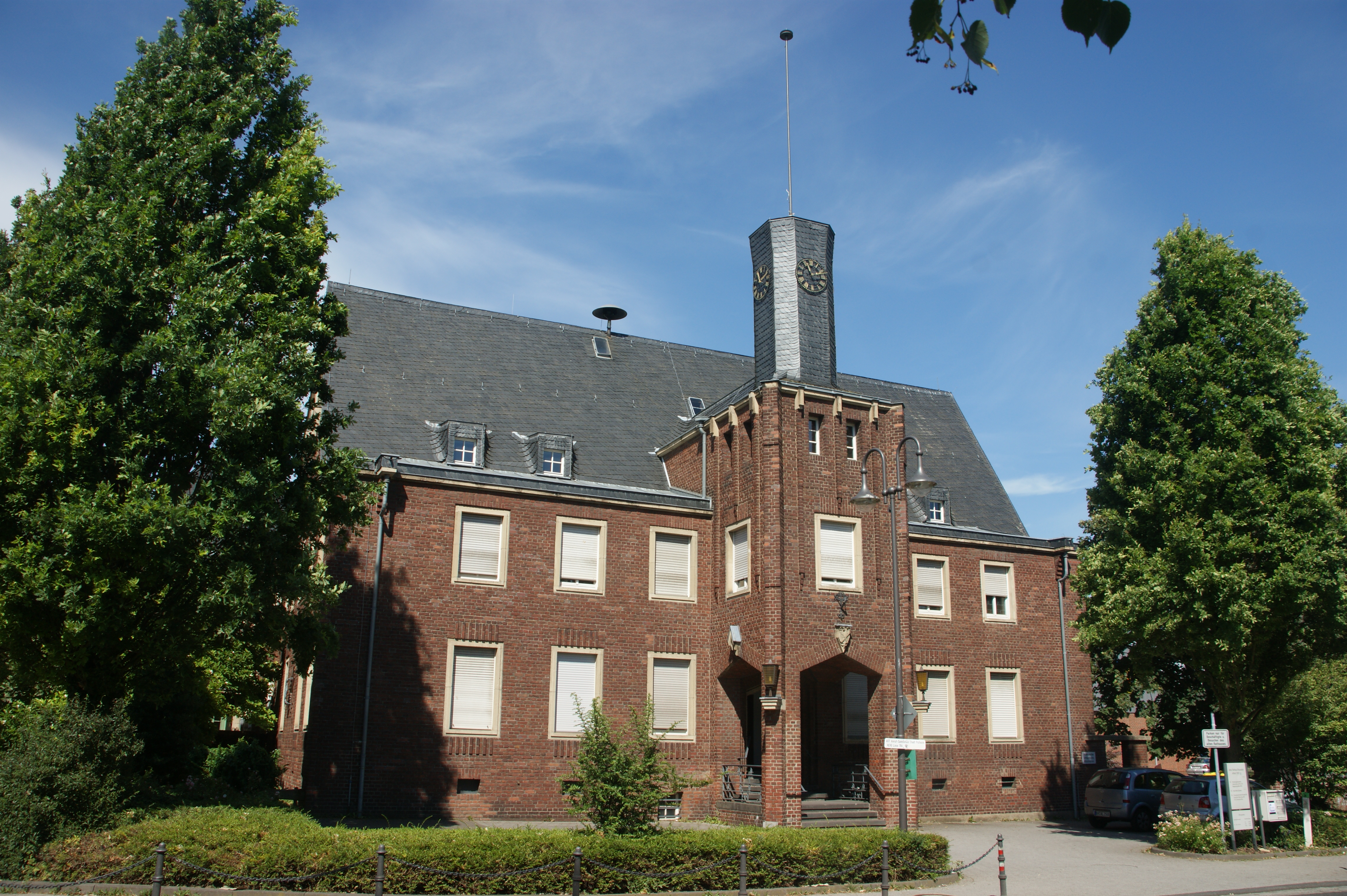
Altes Rathaus Brauweiler

1927 wurde die Bürgermeisterei Freimersdorf in Amt Freimersdorf umbenannt. Kurz zuvor wurde am heutigen Konrad-Adenauer-Platz das neue Rathaus des Amtes fertiggestellt, das heute als Außenstelle der Pulheimer Stadtverwaltung und von Vereinen genutzt wird. Bis dahin war die Amtsverwaltung gemeinsam mit der Wohnung des Amtsvorstehers in einem Backsteingebäude an der Mathildenstraße untergebracht, welches noch heute besteht. 1928 erfolgte die Umbenennung des Amtes Freimersdorf in Amt Brauweiler. Im gleichen Jahr wurde östlich des Ortes die Umspannanlage Brauweiler des Rheinisch-Westfälischen Elektrizitätswerkes (RWE) für die Nord-Süd-Leitung errichtet.
Am 1. Oktober 1934 wurden die Ämter Brauweiler und Lövenich zusammengeschlossen, die neue Verwaltungseinheit hieß nun Amt Weiden. 1951 schied Brauweiler aus dem Amt Weiden wieder aus und bildete eine amtsfreie Gemeinde.
Nach dem Zweiten Weltkrieg setzte eine zunächst zögernde und seit 1961 verstärkte Bautätigkeit ein, so dass Brauweiler und Dansweiler eine räumliche Einheit bildeten.
Seit der Neugliederung durch das Köln-Gesetz, die am 1. Januar 1975 in Kraft trat, ist Brauweiler ein Ortsteil der Stadt Pulheim (24,23 km² mit damals 11.704 Einwohnern). Ein kleinerer Teil (Widdersdorf, 5,62 km² mit damals 3682 Einwohnern) wurde nach Köln umgegliedert.

### Wappen
Blasonierung: „In Silber (Weiß) ein golden (gelb) bewehrter und rot gezungter schwarzer Adler, der mit dem rechten Fang einen goldenen (gelben) Abtstab hinter dem Rumpf vor dem rechten Flügel hält.“
Das Wappen wurde 1927 durch das Preußische Staatsministerium verliehen. Es ist gleich dem Wappen der Abtei Brauweiler, welches Kaiser Karl V. ihr 1547 verliehen hatte. Es handelt sich um den Reichsadler, welcher als unterscheidendes Beizeichen einen Abtstab in seltener Weise führt.

### Kirchen

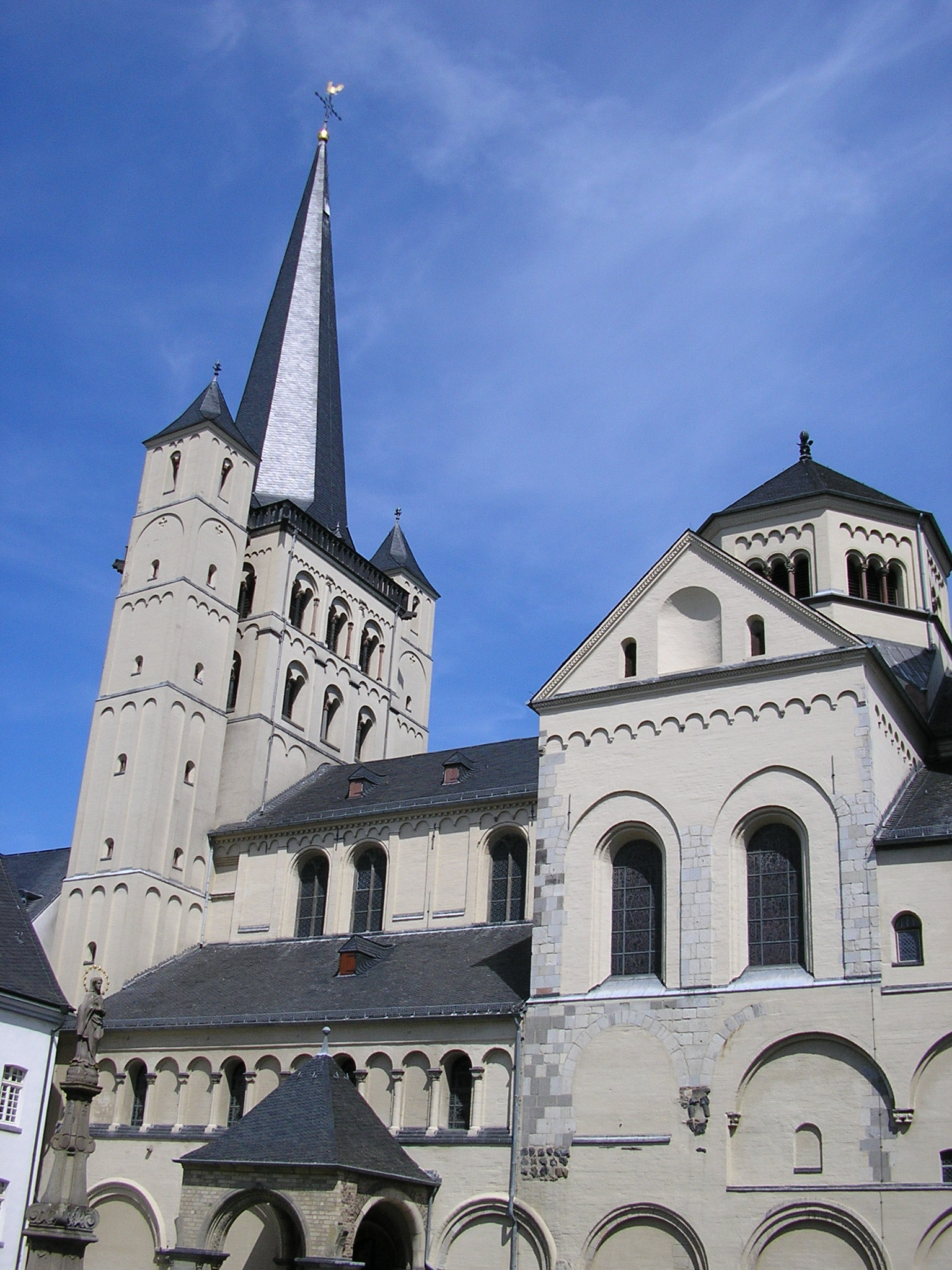
St. Nikolaus Brauweiler

In Brauweiler gibt es die historische und ortsprägende Abteikirche Sankt Nikolaus (katholisch) und die Gnadenkirche (evangelisch).

## Wirtschaft und Infrastruktur

### Industrie
In Brauweiler steht seit 1928 eine große 220-kV-Umspannanlage, die auch Ausgangspunkt der Nord-Süd-Leitung ist. Auf dem Areal dieser Umspannanlage Brauweiler befindet sich auch die Systemführung Netze von Amprion (früher: Hauptschaltleitung der RWE), von der aus fast das gesamte Amprion-Hochspannungsnetz überwacht und ferngesteuert wird. Die RWE-Netzzentrale Brauweiler spielt zudem eine wichtige Rolle in der Steuerung des europäischen Hochspannungsnetzes.

### Verkehr
| Linie | Linienverlauf |
| ----- | --- |
| 949   | Abtei Brauweiler – Brauweiler – Lövenich – Weiden Zentrum (Stadtb.) |
| 961   | Weiden West – Brauweiler – Abtei Brauweiler – Dansweiler – Glessen – Oberaußem – Niederaußem – Quadrath-Ichendorf – Kenten – Bergheim Bf (– Bergheim Kreishaus)                                |
| 962   | Bocklemünd (Stadtbahn) – Widdersdorf – Brauweiler – Abtei Brauweiler – Glessen – Dansweiler – Königsdorf Bf                                                                                    |
| 980   | (Worringen S –) Sinnersdorf – Pulheim Bf – Geyen – Sinthern – Abtei Brauweiler – Brauweiler – Königsdorf Bf – Buschbell – Hücheln – Frechen Rathaus                                            |
| SB91  | Schnellbus: Dormagen Bf – Hackenbroich – Worringen S – Sinnersdorf – Pulheim – Geyen – Brauweiler – Weiden West – Hücheln – Frechen Rathaus – Hürth Mitte (ZOB) – Kendenich – Heide – Brühl Bf |

Zurzeit wird Brauweiler von den REVG-Linien 949, 961, 962 und 980 angefahren. Des Weiteren verkehrt mit dem SB91 eine Schnellbuslinie der Verkehrsgesellschaft am Ortsrand entlang.

## Bildung

### Schulen
In einem Schulzentrum am östlichen Ortsrand unterhält die Stadt Pulheim das Abtei-Gymnasium Brauweiler (AGB) sowie die Gesamtschule Pulheim. Eine außerdem eingegliederte Hauptschule wurde in den späten 1990er Jahren wegen Schülermangels geschlossen. Die Schüler wurden von der Hauptschule in Pulheim-Stadt aufgenommen. Den größten Teil der frei werdenden Raumkapazitäten übernahm das unter Raummangel leidende Abtei-Gymnasium.
Des Weiteren befinden sich in Brauweiler die Richeza-Grundschule (GGS), die LVR-Donatusschule für körperlich und motorisch Eingeschränkte, sowie die Schule für Lernbehinderte an der Jahnstraße.

## Kultur und Freizeit

### Bauten
- Ehemalige Benediktinerabtei
- Pfarrkirche Sankt Nikolaus (ehemalige Abteikirche)[9]
- Hagelkreuz auf dem Friedhof, errichtet um 1500[10]
- Löwenfigur aus dem 12. Jahrhundert

### Vereine
Brauweiler beherbergt eine Vielzahl an Vereinen. Hier ist der Turn-und-Sportverein (TUS) Schwarz-Weiß Brauweiler zu nennen, der ein umfangreiches Sportangebot von Turnen über Trampolin, Leichtathletik, Basketball, Handball, Freizeitkicken, Gesundheitssport bis zu Herzsport bietet. Des Weiteren gibt es den TTC Brauweiler, wo man Rückschlagsportarten betreiben kann. Zudem gibt es einen Rad-Touristik-Club, den Baseballverein Raging Abbots sowie Grün-Weiß Brauweiler als Fußballverein. Der FFC Brauweiler Pulheim, der 2009 zum 1. FC Köln übertrat, konnte bis dahin in der Frauenfußball-Bundesliga zahlreiche Erfolge verbuchen und brachte diverse Nationalspielerinnen hervor.
Neben den Sportvereinen gibt es den Verein für Geschichte und die Brauweiler Karnevalsfreunde (BKF).
Außerdem gibt es in Brauweiler einen bekannten Traditionsschützenverein, der 1914 neu gegründet wurde. Die Bruderschaft wurde spätestens Ende des 15. Jahrhunderts von dem damaligen Abt St. Johannes de Weda (Johann von Wied) gegründet. Am 28. Juni 1661 wurde die in Vergessenheit geratene Bruderschaft durch den Bürgermeister und die Schöffen von Brauweiler zum zweiten Mal gegründet. Im Juni 1930 wurde die Schützengesellschaft unter der heute noch bestehenden Nummer 1209 ins Vereinsregister in Köln eingetragen. Auf Grund des Zweiten Weltkrieges lag das Vereinsleben in den Jahren 1939 bis 1949 brach. Im November 1946 verboten die Siegermächte die Weiterführung der Schützenvereine, und alle Sportwaffen mussten abgeliefert werden. Am 16. Juni 1949 wurde die Neugründung als Bruderschaft beschlossen, da kirchliche Schützenvereine jetzt wieder existieren durften.
Die Messdiener St. Nikolaus Brauweiler/Dansweiler stellen mit ca. 180 Kindern und Jugendlichen eine der größten Gruppen im Ort. Bei den Messdienern nimmt neben der Tätigkeit am Altar die Jugendarbeit eine wichtige Rolle ein. Es finden wöchentliche Gruppenstunden sowie einmal jährlich eine ein- bis zweiwöchige Ferienfreizeit und diverse andere Aktionen statt. Des Weiteren gibt es die katholische Pfadfinderschaft St. Georg (DPSG), Stamm Bernhard von Clairvaux.
In der BIG – Brauweiler Interessengemeinschaft der Unternehmer sind viele Fachgeschäfte und Brauweiler Unternehmen zusammengeschlossen. Die BIG ist der Veranstalter des Brauweiler Wochenendes und des traditionellen Nikolausmarktes rund um die Abtei.
Viele der Vereine in Brauweiler haben sich der IG Brauweiler Vereine e. V. angeschlossen. Diese Interessengemeinschaft dient unter anderem dazu, das gemeinsame Vereinsleben in Brauweiler zu erhalten und weiter auszubauen.

## Persönlichkeiten
- Jürgen Rüttgers (* 1951) begann hier seine politische Karriere.
- Der Turner Helmut Bantz (1921–2004) gewann bei den Olympischen Sommerspielen 1956 in Melbourne die Goldmedaille im Pferdsprung.
- Franz-Josef Spalthoff (1923–2004), Bürgermeister in Brauweiler von 1969 bis 1974, Bürgermeister in Pulheim von 1974 bis 1979
- Beate Habetz (* 1961) gewann 1978 die Goldmedaille bei den UCI-Straßen-Weltmeisterschaften 1978 in Brauweiler
- Gabi Habetz, Radrennfahrerin
- Heike Henkel (* 1964), Hochspringerin
- Julian Köster (* 2000), Handballspieler
- Florian Wirtz (* 2003), Fußballspieler